# Девід Леттерман
Девід Майкл Леттерман (англ. David Michael Letterman; нар. 12 квітня 1947) — американський комік, ведучий програми «Late Night with David Letterman» на телеканалі CBS. Леттерман також є теле- і кінопродюсером. Його компанія Worldwide Pants продюсує його шоу.
1996 року телеведучий зайняв 45 місце в рейтингу 50 Найкращих телевізійних Зірок за всі часи.

## Біографія

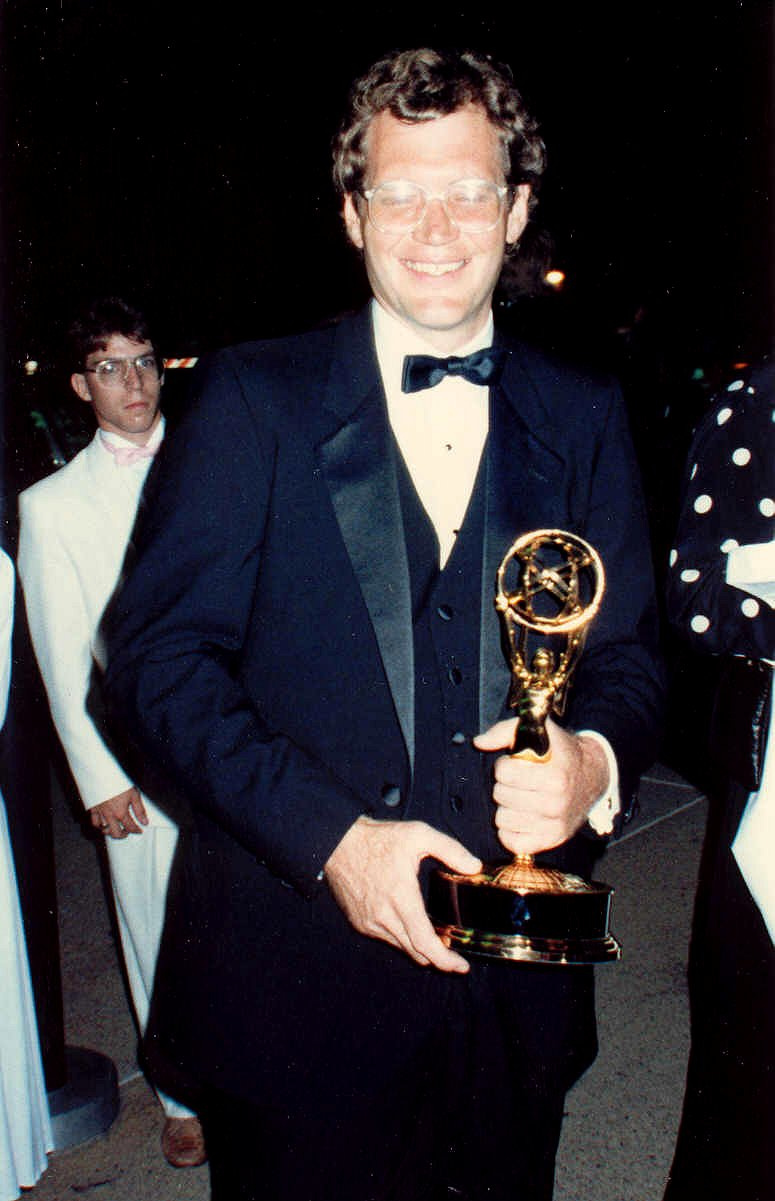
На 39-й церемонії «Еммі»

Наприкінці 1960-х він закінчив Університет штату імені братів Болл (Індіана), після чого працював ведучим прогнозу погоди на телебаченні, а також диктором на радіо. 1975 року Леттерман переїхав до Лос-Анджелеса, де написав сценарій для ряду телевізійних шоу, включаючи ситком 1974 року Good Times. Будучи частим гостем у телевізійних шоу, Леттерман незабаром став постійним учасником The Tonight Show Starring Johnny Carson, завоювавши широку популярність своїм амплуа коміка.
Заслуги Леттермана не залишилися непоміченими, і незабаром компанія NBC надала йому можливість вести власну передачу. Такою стала ранкова програма The David Letterman Show, прем'єра якої відбулася у червні 1980 року. Критики тепло відгукувались про передачу. Також вона здобула дві премії «Еммі», однак через низькі рейтинги була закрита у жовтні того ж року. Новим шоу телеведучого стала програма Late Night with David Letterman (1982), що відрізнялася своєю гостротою та непередбачуваністю.
1992 року Леттерман уклав договір з каналом CBS, де почав вести власну програму «Пізнє шоу з Девідом Леттерманом» (англ. Late Show with David Letterman). Ток-шоу, що виходить донині, здобуло величезну популярність в Америці. У передачу зазвичай запрошуються відомі актори, музиканти, політики та інші знаменитості. Його гостями у свій час були такі відомі політики, як Білл Клінтон, Джон Маккейн, Барак Обама.

### Відвідування України
Під час повномасштабної війни з Росією в 2022 році Девід відвідав Київ, де брав інтерв'ю в Президента України - Володимира Зеленського для аудиторії  Netflix.